# Clemens Klitsch
Clemens Klitsch (* 11. Dezember 1892 in Großenlüder bei Fulda; † 27. August 1964 in Jena) war ein deutscher Pflanzenbauwissenschaftler. Von 1945 bis 1959 lehrte er als ordentlicher Professor für Acker- und Pflanzenbau an der Universität Jena. Sein Forschungsschwerpunkt lag auf dem Gebiet des Futterbaus.

## Lebensweg
Clemens Klitsch, Sohn eines Landwirts, studierte nach der Reifeprüfung und einer dreijährigen Lehrzeit auf Gutsbetrieben Landwirtschaft an den Universitäten in Halle (Saale) und Gießen. 1920 bestand er die Prüfung zum Landwirtschaftslehrer. 1923 promovierte er unter der Ägide von Paul Gisevius an der Universität Gießen mit einer Dissertation über die Wirkung einseitiger Düngung auf die anatomischen Verhältnisse beim Roggenhalm. Anschließend arbeitete er als wissenschaftlicher Assistent am Landwirtschaftlichen Institut und ab 1926 an der bodenkundlichen Abteilung des Forstwirtschaftlichen Instituts der Universität Gießen.
Von 1928 bis 1945 bearbeitete Klitsch an der Thüringischen Hauptlandwirtschaftskammer und deren Nachfolgeeinrichtung (seit 1933 Landesbauernschaft Thüringen) das gesamte Gebiet des Acker- und Pflanzenbaus einschließlich der Grünlandlehre, zunächst als Fachreferent, später als Hauptabteilungsleiter in der Position eines Oberlandwirtschaftsrates. Im Herbst 1945 erfolgte seine Berufung an die Universität Jena zum ordentlichen Professor auf den Lehrstuhl für Acker- und Pflanzenbau und die Ernennung zum Direktor des Instituts für Pflanzenbau und Pflanzenzucht. Hier wirkte er bis zu seiner Emeritierung im Jahre 1959.

## Forschung und Lehre
Klitsch war der erste Professor für Landwirtschaft, der nach dem Ende des Zweiten Weltkrieges an die Universität Jena berufen wurde. Er hatte maßgebenden Anteil am Wiederaufbau der landwirtschaftlichen Institute, an der Neustrukturierung des Landwirtschaftsstudiums und dessen weitere Verselbständigung durch die Gründung einer Landwirtschaftlichen Fakultät. Mit seiner Berufung wurde er auch Leiter des zur Universität gehörenden Lehr- und Versuchsgutes Kötschau. Die Entwicklung dieser Einrichtung zu einem überregional anerkannten landwirtschaftlichen Musterbetrieb gehört zu seinen besonderen Verdiensten als Hochschullehrer. 
Bevorzugte Arbeitsgebiete von Klitsch waren Fragen der Aussaatstärke bei landwirtschaftlichen Kulturpflanzen, der Fruchtfolge und des Ölfruchtanbaus. Nachhaltig förderte er den Hopfenanbau in Thüringen. Sein Forschungsschwerpunkt lag auf dem Gebiet des Futterbaus. Das Buch Der Futterbau (1960, 2. Auflage 1962), eine meisterhafte Gesamtdarstellung über alle pflanzenbaulichen Aspekte des Anbaus von Futterpflanzen, gilt als sein wissenschaftliches Hauptwerk. Insgesamt publizierte er 200 Beiträge in Fachzeitschriften und praxisorientierten Journalen. Unter seiner Anleitung entstanden an der Universität Jena 120 Diplomarbeiten und zwölf Dissertationen. 
Für seine Verdienste für die Wissenschaft und Praxis wurde Klitsch mit dem Nationalpreis der DDR und mit dem Vaterländischen Verdienstorden in Bronze ausgezeichnet.

## Bücher und Schriften
- Die Wirkung einseitiger Düngung auf die Gestaltung der anatomischen, insbesondere der mechanischen Verhältnisse im Roggenhalm. Diss. phil. Univ. Gießen 1923. – Auszug in: Zeitschrift für Pflanzenernährung und Düngung Bd. 2, Tl. A, 1923, S. 249–292.
- Grundsätze und Richtlinien für die Anlage von Wiesen und Weiden. Weimar 1932 = Arbeiten der Thüringischen Hauptlandwirtschaftskammer H. 7.
- Die Technik des Hopfenanbaues (gemeinsam mit P. Rietzel und G. Diessl). Verlag Neumann Radebeul 1956.
- Die Futterfrage in Mitteldeutschland. Ein Beitrag zu ihrer Lösung. Berlin 1957 = Deutsche Akademie der Landwirtschaftswissenschaften zu Berlin. Wissenschaftliche Abhandlungen Nr. 25.
- Der Futterbau. VEB G. Fischer-Verlag Jena 1960; 2. überarb. Aufl. ebd. 1962. – Ausgabe in spanischer Sprache: Edition Acribia Zaragoza 1965.